# Вкра
Вкра (пол. Wkra) — річка на північному сході Польщі, права притока Нарев. Річка бере початок недалеко від міста Нідзіца. Впадає в Нарев в районі злиття останньої з Віслою.
У різних частинах течії річка Вкра відома під різними назвами:
- Ніда — від витоку до гирла річки Скотовка
- Дзиялдовка — від гирдла Скотовки до Swojęcianki.
- Вкра — від гирла Swojęcianki до гирла Нарев.

## Опис
Вкра — рівнинна низинна річка з великими розливами. Довжина річки складає 249,1 км, площа басейну — 5322 км².
У річці водяться такі риби, як жерех, марена, лящ, головень, в'язь, щука, плітка, краснопірка.

## Міста і селища на річці
- Дзялдово
- Нідзиця
- Бежунь
- Гліноєцьк
- Новий-Двір-Мазовецький